# Gisela Uhlen
(Gisela Uhlen, in un'intervista del 2005)
Gisela Uhlen, conosciuta anche come Gisela Bertram (cognome da sposata), all'anagrafe Gisela Friedlinde Schreck (Lipsia, 16 maggio 1919 – Colonia, 16 gennaio 2007), è stata un'attrice, sceneggiatrice  e ballerina tedesca.

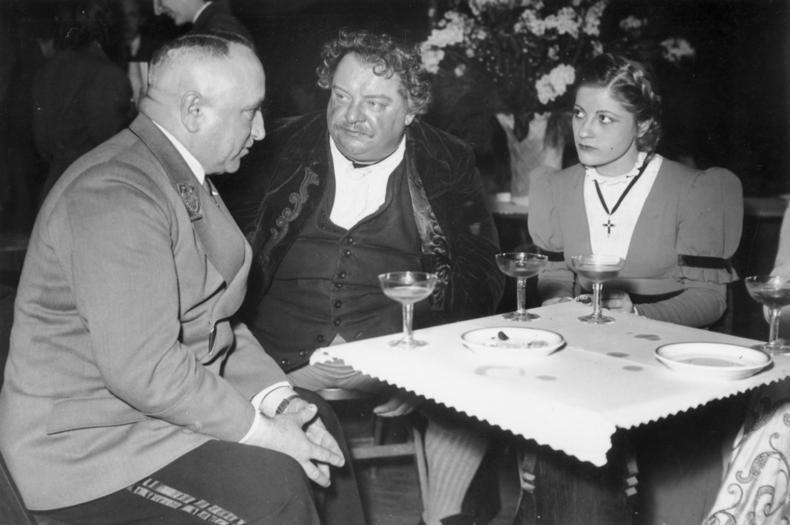
Gisela Uhlen assieme al politico nazional-socialista Robert Ley e all'attore Heinrich George a Parigi nel 1941, durante l'occupazione nazista

Figlia del cantante lirico Augustin Schrek e forse nipote dell'attore cinematografico Max Schreck, apparve, dalla metà degli anni trenta in poi, in circa una sessantina di produzioni cinematograche, in un'ottantina di ruoli televisivi e interpretò circa un centinaio di ruoli a teatro.
Tra i suoi ruoli più noti, figura quello di Inge Rombach nella serie televisiva La casa del guardaboschi (Forsthaus Falkenau, 1989-2006).  Apparve inoltre come guest-star in varie serie televisive quali Der Kommissar, L'ispettore Derrick, Tatort, Il commissario Köster, Il commissario Rex, Il medico di campagna, ecc.
Fu la moglie del regista Hans Bertram, dell'attore Wolfgang Kieling e del regista Herbert Ballmann ed era la madre delle attrici Barbara Bertram e Susanne Uhlen (avuta da Kieling).

## Biografia

### Morte
Gisela Uhlen si spegne a Colonia il 16 gennaio 2007  per un cancro ai polmoni, all'età di 87 anni.
È sepolta nel Melaten-Friedhof di Colonia.

## Filmografia parziale

### Attrice

#### Cinema
- Annemarie - Die Geschichte einer jungen Liebe (1936)
- Ho trovato l'amore (Liebelei und Liebe) (1938)
- Tanz auf dem Vulkan, regia di Hans Steinhoff (1938)
- Domani sarò arrestato (Morgen werde ich verhaftet, regia di Karl Heinz Stroux
- Mann für Mann (1939)
- Die Rothschilds (1940)
- Die unvollkommene Liebe, regia di Erich Waschneck (1940)
- Tra Amburgo e Haiti (Zwischen Hamburg und Haiti) (1940)
- Destino (Schicksal, regia di  (1942)
- Zwischen Himmel und Erde (1942)
- Crepuscolo di gloria (Rembrandt), regia di Hans Steinhoff (1942)
- Die beiden Schwestern, regia di Erich Waschneck (1943)
- Sinfonia tragica (Symphonie eines Lebens), regia di Hans Bertram (1943)
- Die Zaubergeige, regia di Herbert Maisch (1944)
- Eine große Liebe, regia di Hans Bertram (1949)
- Der fallende Stern, regia di Harald Braun (1950)
- Das Traumschiff (1956)
- Emilia Galotti, regia di Martin Hellberg (1957)
- Reifender Sommer (1959)
- A diciassette anni non si piange (Mit 17 weint man nicht (1960)
- La porta dalle 7 chiavi (Die Tür mit den 7 Schlössern, regia di Alfred Vohrer (1962)
- Il laccio rosso (Das indische Tuch), regia di Alfred Vohrer (1963)
- Hotel der toten Gäste (1965)
- Ferien mit Piroschka (1965)
- Kein Freibrief für Mord (1966)
- Il gobbo di Londra (Der Bucklige von Soho) (1966)
- Le calde notti di Lady Hamilton, regia di Christian-Jaque (1968)
- Drei Männer im Schnee (1974)
- Bis zur bitteren Neige (1975)
- Il matrimonio di Maria Braun (Die Ehe von Maria Braun), regia di Rainer Werner Fassbinder (1979)
- Meister Eder und sein Pumuckl, regia di Ulrich König (1982)
- Toto le héros - Un eroe di fine millennio (Toto le héros), regia di Jaco van Dormael (1991)
- Zürich - Transit (1992)
- Schlußklappe '45, regia di Christian Bauer (1995)

#### Televisione
- Dr. Joanna Marlowe (1963; ruolo: Claire Beresford)
- Der Mann nebenan (1964; ruolo; Viktoria Westby)
- König Richard III (1964; ruolo: Regina Elisabetta)
- Eurydike (1964)
- Der seidene Schuh (serie TV, 4 episodi, 1965)
- Der Panamaskandal (1967)
- Der schöne Gleichgültige (1967)
- Der Tod läuft hinterher (miniserie TV, 1968; ruolo: Myrna Collins)
- Mathilde Möhring (1968)
- Dr. med. Fabian - Lachen ist die beste Medizin (1969), regia di Harald Reinl
- Hôtel du commerce (1969)
- Cher Antoine oder Die verfehlte Liebe (1970)
- Der Kommissar (serie TV, 1 episodio, 1970; ruolo: Hilde Lenk)
- Der Kommissar (serie TV, 1 episodio, 1974; ruolo: Gerda Faber)
- Die Kinder Edouards (1974; ruolo: Denise Darvet-Stuart)
- Tatort (serie TV, 1 episodio, 1975; ruolo: Sig.ra Stumm)
- Die Hellseherin (1976)
- Tatort (serie TV, 1 episodio, 1975; ruolo: Vivian Hamilton)
- Donne a New York (Frauen in New York, 1977)
- L'ispettore Derrick (Derrick, serie TV, 1978, episodio "La ragazza di Blacky"; ruolo: Sig.ra Bilser), regia di Helmuth Ashley
- L'ispettore Derrick (Derrick, serie TV, 1980, episodio "La decisione"; ruolo: Henriette Hauff)
- Wir haben uns doch mal geliebt (1982)
- Meister Eder und sein Pumuckl (serie TV, 1 episodio, 1982)
- Die zweite Frau (1983)
- Engels & Consorten (serie TV, 1986)
- Il commissario Köster (Der Alte, 1 episodio, 1986)
- La casa del guardaboschi (Forsthaus Falkenau, serie TV, 56 episodi, 1989-2006; ruolo: Inge Rombach)
- L'ispettore Derrick (Derrick, serie TV, 1990, 1 episodio; ruolo: Irma Labuch)
- Un caso per due (Ein Fall für zwei, serie TV, 1 episodio, 1992)
- Wolff - Un poliziotto a Berlino (serie TV, 1 epsisodio, 1992)
- Il medico di campagna (serie TV, 3 episodi, 1993-1995; ruolo: Saskia Hanusch)
- Die Katze von Kensington (1996)
- Il commissario Rex (serie TV, 1 episodio, 1996; ruolo: Gerda Baumann)
- Tatort (serie TV, 1 episodio, 1998; ruolo: Sig.ra Brenner)
- Tatort (serie TV, 1 episodio, 1999)
- Edgar Wallace - Das Haus der toten Augen (2002; ruolo: Emma Miller)
- SOKO Kitzbühel (serie TV, 1 episodio, 2002)

### Sceneggiatrice
- Eine große Liebe (1949)

## Teatro (Lista parziale)
- 1953: Minna von Barnhelm di Gotthold Ephraim Lessing
- 1957: Lisistrata di Aristofane
- 1958: L'opera da tre soldi (Die Dreigroschenoper) di Bertolt Brecht
- 1962: Die kleinen Füchse di Lillian Hellman
- 1964: Der Mann von nebenan di Norman Ginsbury
- 1964: Ein Leben lang di William Saroyan
- 1966: A porte chiuse (opera teatrale) di Jean-Paul Sartre
- 1969: Die Zimmerschlacht di Martin Walser
- 1972: Heiraten di George Bernard Shaw
- 1974: Das Mißverständnis di Albert Camus
- 1976: Frauen in New York di Clare Booth
- 1977: Marie Tudor di Victor Hugo
- 1977: Chi ha paura di Virginia Woolf? di Edward Albee
- 1984: La visita della vecchia signora (Der Besuch der alten Dame) di Friedrich Dürrenmatt
- 1986: Die Irre von Chaillot di Jean Giraudoux
- 1990: I fisici (Die Physiker) di Friedrich Dürrenmatt
- 1992: Lo zoo di vetro di Tennessee Williams
- 1993: Hedda Gabler di Henrik Ibsen
- 1997: Mord im Pfarrhaus di Agatha Christie